# Écoust-Saint-Mein
Écoust-Saint-Mein is een gemeente in het Franse departement Pas-de-Calais (regio Hauts-de-France) en telt 493 inwoners (2018). De plaats maakt deel uit van het arrondissement Arras.

## Geografie
De oppervlakte van Écoust-Saint-Mein bedraagt 8,4 km², de bevolkingsdichtheid is 51,1 inwoners per km².
De onderstaande kaart toont de ligging van Écoust-Saint-Mein met de belangrijkste infrastructuur en aangrenzende gemeenten.

## Demografie
Onderstaande figuur toont het verloop van het inwonertal (bron: INSEE-tellingen).

## Britse militaire begraafplaatsen
Op het grondgebied van de gemeente liggen drie Britse militaire begraafplaatsen: Ecoust Military Cemetery, H.A.C. Cemetery en L'Homme Mort British Cemetery.